# Liste von Brücken in Hamburg/V

## V
| Foto | Name, Kurzbeschreibung | Nutzung | (Erst)Bau | Stadtteil, Lage                                    |
| ---- | --- | ------- | --------- | -------------------------------------------------- |
|      | Veddelkanalbrücke Eine Stahlbogenbrücke, die den Veddelkanal beim Klütjenfelder Hafen überquert. Die Brücke steht unter Denkmalschutz.                                                    | Straße  | 1903      | Kleiner Grasbrook (53° 31′ 31″ N, 9° 58′ 56″ O)    |
|      | Vierländer Brücke (V136) Mit der Vierländer Brücke überquert die Straße Curslacker Neuer Deich die A 25 südlich von Bergedorf.                                                            | Straße  | 1979      | Bergedorf, Curslack (53° 28′ 31″ N, 10° 12′ 20″ O) |
|      | Vogelhüttendeichbrücke Mit der Vogelhüttendeichbrücke quert die gleichnamige Straße in Wilhelmsburg den Reiherstieger Wettern.                                                            | Straße  | 1949      | Wilhelmsburg (53° 31′ 8″ N, 9° 58′ 55″ O)          |
|      | Von-Essen-Straßenbrücke Mit der Von-Essen-Straßenbrücke quert die gleichnamige Von-Essen-Straße im Hamburger Stadtteil Barmbek-Süd den Eilbekkanal. Die Brücke steht unter Denkmalschutz. | Straße  | 1904      | Barmbek-Süd (53° 34′ 19″ N, 10° 2′ 39″ O)          |

- Karte mit allen Koordinaten:
- OSM |
- WikiMap